# Erster Sachstandsbericht des IPCC

Logo des IPCC

Der Erste Sachstandsbericht des IPCC wurde im August 1990 fertiggestellt. Er diente als Basis für die Klimarahmenkonvention der Vereinten Nationen (United Nations Framework Convention on Climate Change, UNFCCC). Die im Abstand von fünf bis sechs Jahren herausgegebenen IPCC-Berichte gelten als „Konsensposition innerhalb der klimatologischen Fachwelt“, was den Einfluss des Menschen auf das Erdklima betrifft.

## Sektionen
Der Bericht wurde in drei Sektionen erarbeitet und veröffentlicht, die den drei wissenschaftlichen Arbeitsgruppen des Intergovernmental Panel on Climate Change entsprachen.
- Arbeitsgruppe I: Scientific Assessment of Climate Change, Juni 1990, von John Houghton, G.J. Jenkins und J.J. Ephraums
- Arbeitsgruppe II: Impacts Assessment of Climate Change, Juli 1990, von W.J. McG. Tegart, G.W. Sheldon und D.C. Griffiths
- Arbeitsgruppe III The IPCC Response Strategies, Oktober 1990

Bereits im März 1990 erschien die zusammenfassende Synthesis.